# 웨인 블룸
웨인 블룸(Wayne Bloom, 1958년 2월 22일 ~ )은 미국의 전 남자 프로레슬링선수다. 1988년 프로레슬링 입문으로 1999년도에서는 은퇴를 하는 사람이다. 과거에는 WWF에서 활동을 했다. 키는 194cm 몸무게는 121kg이다. 피니쉬/Finishing moves는 더블 언더훅 수플렉스/Double underhok suplex다.

## 수상
- AWA 월드 태그팀웨이트 챔피언 (1회) - 마이크 이너스
- AWA 월드 태그팀웨이트 토너먼트 (1989) - 마이크 이너스
- PWI 루키 오브 더 이열 (1989) - 마이크 이너스
- PWI 랭크드 힘 #92 오브 더 500 베스트 싱글즈 레슬링 오브 더 PWI 500 인 1992
- PWI 랭크드 힘 #458 오브 더 탑 500 싱글즈 레슬링 오브 더 PWI 이열즈 인 2003